# Henry Thomas (boxe anglaise)
Pour les articles homonymes, voir Henry Thomas (homonymie) et Thomas.
Henry Thomas est un boxeur anglais né le 1er juillet 1888 à Birmingham et mort le 13 janvier 1963 à New York.

## Carrière
Champion britannique amateur des poids coqs en 1908, il devient la même année champion olympique de la catégorie aux Jeux de Londres après sa victoire en finale contre son compatriote John Condon.

## Parcours auxJeux olympiques
Jeux olympiques d'été de 1908 à Londres (poids coqs) :
- Bat Frank McGurk (Grande-Bretagne) aux points
- Bat John Condon (Grande-Bretagne) aux points